# Piano batiale

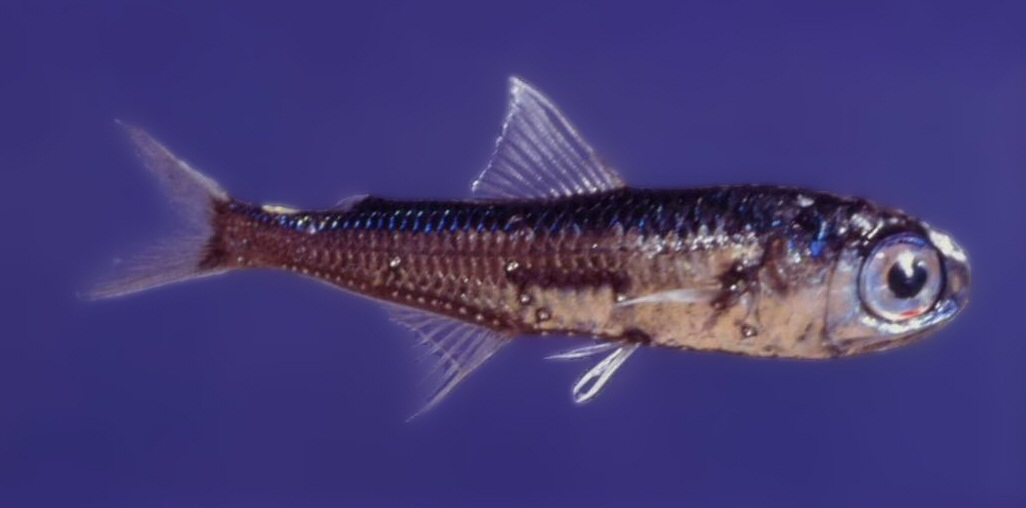
Myctophum punctatum, tipico esemplare di pesce lanterna.

Il piano batiale è un piano del dominio bentonico che si estende lungo la scarpata continentale a profondità tra i 200 e i 2000 metri. È compreso tra il piano circalitorale e il piano abissale.

## Caratteristiche
Questa zona presenta una luminosità da crepuscolare a quasi assente a seconda della profondità. In genere una tenue luce dall'alto è visibile durante le ore diurne. Le temperature sono in genere piuttosto basse.

## Biologia
La fotosintesi clorofilliana non può avvenire a intensità luminose così basse, dunque gli organismi vegetali sono del tutto assenti. Sono comuni pesci ed invertebrati bioluminescenti dotati di fotofori. Le specie ittiche più abbondanti sono i pesci lanterna, i barracudina e le specie del genere Cyclothone.